# 木村東吉
木村 東吉（きむら とうきち、1958年11月16日 - ）は、日本の男性ファッションモデル、エッセイスト、企業アドバイザー。aggregateTOKYO所属。

## 人物
高校中退後、大阪でモデルとして活動。20歳の時、友人に誘われて上京、1980年代に、阿部寛、風間トオルの1つ前の世代で、 1979年から「POPEYE」「MEN'S CLUB」「チェックメイト」などの表紙を飾る男性雑誌のモデルモデルとして活動した。現在50代〜60代のポパイ世代の男性にとっては、当時ファッションのお手本とした“カリスマモデル”である。

## 来歴
- 30代に入ってからは、趣味のアウトドアに軸足を移動、日本人として初出場を果たしたレイドゴロワーズ等、数々のアドベンチャーレースに出場した。その経験を生かし、のちに富士五湖、その周辺の山々を舞台とする「ラウンド富士」「ジャングルアイス」などのアドベンチャーレースも主催するようになる。
- ランタンメーカーのコールマン社の初代アドバイザーを務め、それまで日本で主流だった、地べたに座り、焚き火に鉄板を乗せて焼く焼きそば、直火BBQのようなメニューしかなかったキャンプ形態を覆した。アメリカナイズされたキャンプにこだわり、ランタンをつるしたタープの下で、 テーブルクロスを敷いたテーブルを置き、ツーバーナーやダッジオーブンで調理したエスニック料理等を楽しむ。アウトドアファッションにも拘り、おしゃれな洗練されたオートキャンピングブームの火付け役となった[要出典]。
- 数多くのアウトドア関連企業のアドバイザーも務め、アウトドア関連の著作を多数執筆している。現在は河口湖に拠点を置き、執筆、取材、キャンプ教室の指導、講演など、幅広く活動している。
- 2009年、趣味のマラソンが高じ、ブログの「トレーナー・ジャスト・フォーユー」にて、 マラソンのアドバイザー講師も行っている。
- 料理が得意であり、『POPEYE』では6年間にわたり「満腹亭東吉」のネーミングで料理ページを連載した。著書『異国風料理学校』、料理雑誌『オレンジページ』のアウトドア特集号料理、 NHK『趣味悠々』アウトドア・クッキング特集出演ならびにテキストの料理製作、執筆等、関する著書も多数ある。
- 私生活では、1女2男の子供の父親でもある。家族との時間を大切にし、趣味の共有に拘る。

## 出演

### 雑誌
- POPEYE
- MEN'S CLUB
- チェックメイト

※多数

### ドキュメンタリー
- 感道大陸!アメリカ （2012年9月2日、BS-TBS） - 旅人

### CM
- パイオニア [プライベート]
- アサヒビール [スーパードライ]
- 三菱 [シャリオグランディス]
- 東京ディズニーランド （麻木久仁子と共演）
- 柳屋本店 [4711ポーチュガル]

※ほか多数

## 企業アドバイザー
- コールマン
- ヘリーハンセン
- スイス政府観光局

※多数

## 著書
- ロング・ロング・トレイル（2018年、株式会社産業編集センター）
- 楽しむ！極める！キャンプ完全ガイド（監修）（2018年、西東社）
- アウトドアを10倍楽しむクッキングレシピ（2013年、双葉社）
- 森と湖の生活―ボクが自然の中での暮らしを選んだ理由(わけ)（2001年、光文社）
- こんな暮らしがしたかった―木村東吉ファミリーの湖畔の四季  （2001年、山と溪谷社）
- 親子で楽しむアウトドア・クッキング (NHK趣味悠々) （2000年、日本放送出版協会）
- 木村東吉のカントリーダイアリー―至福の河口湖生活 （1997年、ベネッセコーポレーション）
- アウトドアで素敵な週末―木村東吉の男と家族とその仲間たちへ （1997年、ソシム）
- 木村東吉のパパはシェフ―野外でフル・コース料理を作る。 （1994年、双葉社）
- 異国風料理学校―満腹亭東吉校長 （1991年、ロングセラーズ）
- グレート・アウト・ドア―木村東吉流オートキャンピング術 （1990年、ロングセラーズ）